# Nomioides chalybeatus
Nomioides chalybeatus är en biart som beskrevs av Blüthgen 1934. Nomioides chalybeatus ingår i släktet Nomioides och familjen vägbin. Inga underarter finns listade i Catalogue of Life.

## Bildgalleri

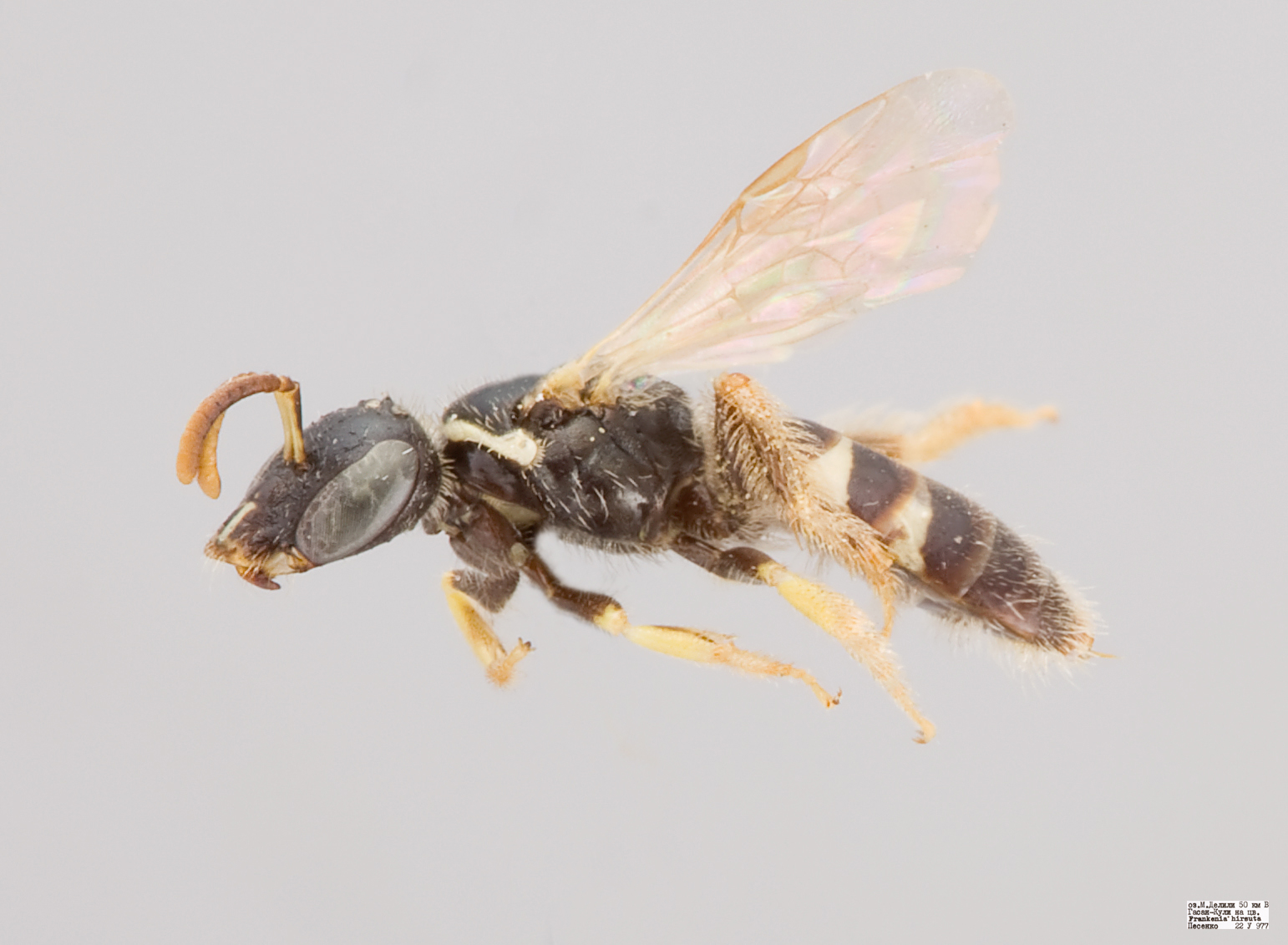